# Thomas Nordahl
Thomas Nordahl (24 de maio de 1946) é um ex-futebolista sueco que atuava como meio-campo. Filho do lendário jogador do Milan Gunnar Nordahl, cinco vezes artilheiro do campeonato italiano.

## Carreira
Nordahl competiu na Copa do Mundo FIFA de 1970, sediada no México, na qual a seleção de seu país terminou na nona colocação dentre os 16 participantes.